# 譚盾
譚盾（たんじゅん、タン・ドゥン、Tan Dun, 1957年8月18日 - ）は、中国の作曲家。映画『グリーン・デスティニー』や『HERO』のための映画音楽を作曲し、グラミー賞やアカデミー賞を受賞したことでも知られる。

## 人物・来歴

### 在中時代
中国湖南省の省都、長沙市に生まれる。幼少時代に過ごした村では、村でさまざまな儀式を取り仕切っているシャーマンの存在や、その儀式の音楽に強い興味を抱いた。
彼にとって非常に不可解な文化大革命によりこのような「因習」は廃止され、さらに上山下郷運動により望城県の人民公社で稲作の労働を強いられることとなった。しかし、このような逆境によって譚と音楽が切り離されることはなかった。譚は村の農民を集めて楽団を結成し、演奏さえできればおよそどのようなスタイルであっても演奏した。ときには食器を楽器として演奏することさえあった。譚はこのとき、農民達から二胡の奏法を学ぶこととなった。この時代に政府の命令でスイカ売りも強制された。
譚は政府が主催する京劇に随行するという形で人民公社から離脱した。京劇の演奏家を乗せた船が公社の近くで転覆して多数の死者が出たため、それを埋め合わせるという形で雇われたのである。これ以後、譚は中国音楽院に学ぶことになる。そこで、武満徹の音楽性に強い影響を受けることとなった。

### 渡米後
1985年、ニューヨークへ移住してコロンビア大学の博士課程に入学した。エドガー・ヴァレーズの元助手で教授の周文中に作曲を師事した。ここで、譚はグラス、ケージ、モンク、ライヒのような実験音楽と出会うこととなった。譚は、それまで学んださまざまな要素 ― 少年時代に過ごした湖南省の音楽、音楽院で学んだクラシック音楽、ニューヨークのエクスペリメンタリズムの音楽 ― を総合する力が自分にあることに徐々に気づき始めた。
1990年に第13回ACL総会を兼ねた「アジア音楽祭90」が日本で開催され、譚盾はそこでACL入野義朗記念賞を受賞した。
1993年7月1日に東京のサントリーホールで、サントリーホール国際作曲委嘱シリーズ委嘱作品 No.17として作曲された『オーケストラル・シアター II:Re 2人の指揮者と分割されたオーケストラ、バス、聴衆のための』が初演された。
1997年7月1日の香港返還の式典のために、「交響曲1997天地人」を作曲した。この作品には、通常の管弦楽のほかに児童合唱とチェロの独奏が加わり、さらに近年発掘された古代の編鐘が使用される。
2000年、ソフィア・グバイドゥーリナ、オスバルド・ゴリホフ、ヴォルフガング・リームらと共にシュトゥットガルト国際バッハアカデミーから、J.S.バッハを記念するPassion 2000 projectのために作品を委嘱され、自ら指揮して初演した。そのときの作品が「Water Passion After St. Matthew」である。
2008年北京オリンピックのメダル授与式のテーマとして、中国の民謡「茉莉花」を古代の編鐘や石琴と共に演奏するよう編曲し使用された。
同じく2008年に、グーグルから依頼され「YouTubeシンフォニー・オーケストラ」のために「インターネット交響曲第一番『英雄』」を作曲した。

## 作風
シャーマン出身の出自にふさわしく、初期作品「オン・タオイズム」では指揮者（作曲者自身を想定したもの）のグリッサンドを多用した甲高い裏声が存分に用いられ、オーケストラも弦楽器のグリッサンドをはじめとする様々な特殊奏法でこれらのグリッサンドを模倣する。これが譚のオーケストレーションの大きな特徴となり、現在まで続く彼のあらゆる作品に応用されている。
譚はまた伝統的でない楽器をよく使うことで知られている。伝統的な打楽器の代わりにボウルに張った水の音を増幅する技法は初期より多くの作品に用いており、また金属打楽器を水に沈めてグリッサンドの効果を出す事も好んで使う。「ウォーターパーカッション協奏曲」では打楽器独奏者があらゆる方法でこの技法を駆使し、また「新マタイ受難曲－永遠の水　Water Passion After St. Matthew」ではオーケストラの多数の奏者に水の音の演奏を求めている。「Paper Concerto」では、さまざまな紙楽器を駆使することで音楽が展開される。譚はまた、演奏にマルチメディアの要素を取り入れることでも知られている。たとえば、ビデオテープとオーケストラのための作品（オーケストラルシアターIII, 同IV『門』など）や、聴衆の参加を求める作品（オーケストラルシアターII『Ré』）などもある。これらの功績により1996年、グレン・グールド財団からグレン・グールド賞を受賞した。

## 作品
タン・ドゥンの代表的な作品の一部を挙げる。

### オペラ
- 『マルコ・ポーロ』 脚本：ポール・グリフィス、初演：ミュンヘン・ビエンナーレ（1996年5月7日）、1998年にグロマイヤー賞作曲部門を受賞。2008年11月にオランダ・オペラで再演。
- 『牡丹亭（Peony Pavilion）』 初演：1998年5月12日
- 『茶（Tea） A Mirror of Soul』 脚本：タン・ドゥン、シュウ・イン　初演：東京・サントリーホール 2002年10月22日、アメリカ初演2007年7月21日 ニューメキシコ州 サンタ・フェ オペラ
- 『始皇帝（The First Emperor）』 脚本：タン・ドゥン、ハ・ジン　初演：2006年12月21日 メトロポリタン歌劇場。作曲者自身による指揮　秦の始皇帝による中原統一と万里の長城建設がテーマ。映像製作：チャン・イーモウ　主演：プラシド・ドミンゴ（始皇帝）、エリザベス・フートラル（始皇帝の皇女）、ポール・グローヴズ（音楽家高漸離）、ヨーロッパ初演2008年（ドイツ・ザールブリュッケン劇場）

### 協奏曲
- ヴァイオリン協奏曲「Fire ritual」
- コントラバス協奏曲「Wolf totem」
- ピアノ協奏曲「火」
- YI1: Intercourse of fire and water
- YI2: ギターと管弦楽のための協奏曲
- YI°: 管弦楽のための協奏曲

### 管弦楽作品
- Symphonic poem on 3 notes
- 弦楽のための交響曲
- 交響曲1997天地人
- Symphony of colors: Terracotta
- パッサカリア
- オーケストラル・シアターⅡ:Re　二人の指揮者と分割されたオーケストラ、バス、聴衆のための(サントリーホール国際作曲委嘱シリーズ1993)

### オラトリオ
- ブッダ受難曲

### 映画音楽
- 南京1937（1995年）
- 悪魔を憐れむ歌（1998年）
- グリーン・デスティニー（2000年）
- HERO（2002年）
- 女帝 ［エンペラー］（2006年）